# Hermogenes (Bischof)

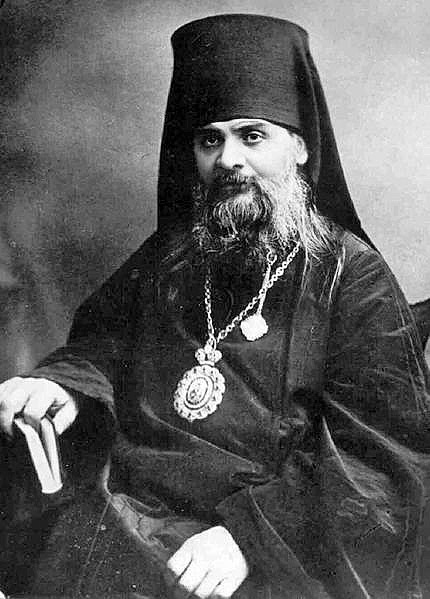
Bischof Hermogenes

Hermogenes (russisch Гермоген, auch Germogen; * 25. Apriljul. / 7. Mai 1858greg. als Georgi Jefremowitsch Dolganjow im Gouvernement Cherson, Russisches Kaiserreich; † 29. Juni 1918 bei Tobolsk) war ein russisch-orthodoxer Geistlicher. Er war Erzbischof von Tobolsk und Sibirien und unterstützte den nationalistischen Bund des russischen Volkes und die Schwarzhunderter. 1999 wurde er heiliggesprochen.

## Leben
Georgi Dolganjow, Sohn eines Priesters, besuchte die Schule in Ananjew bei Odessa. Während seines Jurastudiums an der Neurussland-Universität in Odessa unternahm er eine eigenhändige Kastration, um moralische Vollkommenheit zu erreichen, was auf einen Einfluss der Skopzen zurückgeführt wurde. 1890 erhielt er die Tonsur als Mönch, nahm den Ordensnamen Hermogenes an und wurde 1893 Hieromonach. Im selben Jahr beendete er seine geistlichen Studien an der Akademie in Sankt Petersburg und wurde Inspektor des Theologischen Seminars in Tiflis. Nachdem er 1898 Rektor des Seminars wurde, ließ er Josef Dschugaschwili, den späteren Stalin, in einer Zelle einsperren, weil er den Roman 1793 von Victor Hugo gelesen und Mitschüler über den Marxismus belehrt hatte. 1903 wurde er Bischof von Saratow und Zarizyn und nahm einen Sitz im Heiligen Synod ein.
Als Antisemit und Nationalist war Hermogenes ein überzeugter Unterstützer der rechtsextremen Schwarzhunderter. Er predigte Fremdenfeindlichkeit und blinde Ergebenheit gegenüber der russischen Autokratie. Er hasste die Intelligenzija und dachte, dass jeder Revolutionär gehängt werden sollte. Der Metropolit Antoni (Chrapowitzki, 1863–1936) beschrieb ihn in einem Brief als einen „sich selbst täuschenden Narren, äußerst beschränkt […] Mit seiner Kastration als Student an der Neurussland-Universität hat er sich ein normales Temperament vorenthalten.“

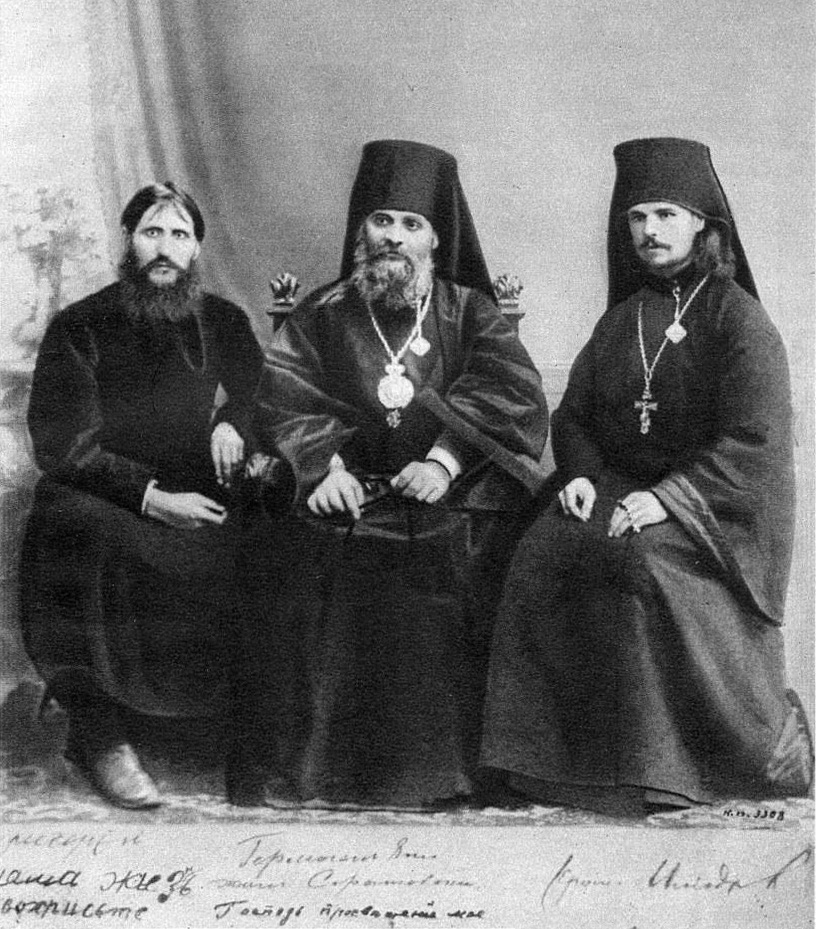
Rasputin, Hermogen und Iliodor im Jahre 1906.

Im Alexander-Newski-Kloster in Petersburg begegnete Hermogenes 1905 dem späteren Erzbischof Theophan und Rasputin, von dem er zunächst fasziniert war. Bald jedoch schlug das Verhältnis in bittere Feindschaft um. Hermogenes streute Gerüchte aus, wonach der am Zarenhof angesehene Rasputin ein Anhänger des Geheimbundes der Chlysten sei. Im Herbst 1911 kam es anlässlich der Ernennung eines Bischofskandidaten zu einem handgreiflichen Streit mit Rasputin und Iliodor. Rasputin beschwerte sich bei Zar Nikolaus II., nachdem ihn Hermogenes mit einem Kruzifix geschlagen hatte. Hermogenes und Iliodor wurden von Zarin Alexandra verbannt, Hermogenes wurde ins Schirowitschski-Kloster im Gouvernement Grodno in Weißrussland geschickt.
Seit August 1915 lebte er im Nikolaus-Kloster im heutigen Dserschinski. 1917 wurde er zum Erzbischof von Tobolsk und Sibirien ernannt. Im April 1918 wurde er von Bolschewiki verhaftet und nach einem ergebnislosen Vermittlungsversuch in der Tura, an deren Ufer in unmittelbarer Nähe sein Erzfeind Rasputin aufgewachsen war, ertränkt. Seine Leiche wurde am 3. Juli 1918 gefunden und in der Sophienkathedrale im Tobolsker Kreml bestattet.
Nachdem ihn der Bischofsrat der orthodoxen Auslandskirche 1981 kanonisiert hatte, wurde er 1999 von der orthodoxen Kirche als Märtyrer heiliggesprochen.